# René Louiche Desfontaines
René Louiche Desfontaines (ur. 14 lutego 1750 w Tremblay (Ille-et-Vilaine), zm. 16 listopada 1833) – francuski botanik i mykolog.

## Życiorys
Urodził się w regionie Bretania. Po ukończeniu college’u w Rennes wyjechał do Paryża, aby studiować medycynę, ale wykłady w Jardin des Plantes, prowadzone przez Louisa Guillaume’a Lemonniera spowodowały, że zainteresował się botaniką. W 1783 r. Desfontaines został wybrany członkiem Francuskiej Akademii Nauk i w tym samym roku wyruszył na wyprawę botaniczną do Afryki Północnej. W czasie dwóch lat spędzonych w Algierii zebrał kolekcję zbiorów ze wszystkich działów historii naturalnej. W 1786 został jako profesor botaniki następcą Lemonniera. Pomimo rewolucji francuskiej nadal energicznie prowadził badania botaniczne i opublikował wiele prac naukowych w ramach nowo zorganizowanej Akademii Nauk. Wśród nich była jego wydana w 1796 r. praca o budowie roślin jednoliściennych. W 1798 r. opublikował pierwszy numer swojej „Flora Atlantica”, po którym ukazał się katalog roślin w Jardin des Plantes, oraz praca o historii drzew i krzewów, które mogłyby być uprawiane we Francji pod gołym niebem. Kontynuował swoją aktywną pracę do ponad siedemdziesięciu lat, a jego badania zakończyła dopiero utrata wzroku. Ożenił się późno w życiu, ale miał jedną córkę, która znacznie wspomagała go w ostatnich latach życia.
Desfontaines zebrał liczący 1480 okazów zielnik, znany jako Flora Atlantica. Zawiera wiele okazów typowych dla gatunków śródziemnomorskich. Po jego śmierci pozostawiono go miastu Paryż.
Ponadto zajmował się ornitologią, a wyniki swoich wypraw do Afryki przedstawił w jednym z Memoires de L’Académie Royale des Sciences. Z powodu rewolucji francuskiej dostęp do tej pracy był tak ograniczony, że w 1880 roku ornitolog Alfred Newton ponownie opublikował oryginalny tekst pod tytułem Desfontaines’s Mémoire sur quelques nouvelles espèces d’oiseaux des côtes de Barbarie.
W nazwach naukowych utworzonych przez niego taksonów dodawany jest skrót jego nazwiska Desf.